# Chinese Super League (2010)
Rozgrywki 2010 były 7. sezonem w historii profesjonalnej Super League. Tytułu mistrzowskiego broniło Beijing Guo’an. Sezon toczył się systemem kołowym. Udział w nim wzięło czternaście zespołów z poprzednich rozgrywek i dwie drużyny, które awansowały z China League One. Po sezonie z ligi spadły zespoły Chongqing Lifan i Changsha Ginde. Mistrzostwo zdobyła drużyna Shandong Luneng Taishan.

## Zespoły
| Uczestnicy poprzedniej edycji                                                                                 | Uczestnicy poprzedniej edycji | Uczestnicy poprzedniej edycji | Uczestnicy poprzedniej edycji |
| --- | ----------------------------- | ----------------------------- | ----------------------------- |
| GUO | Beijing Guo’an                |                               |                               |
| YAT | Changchun Yatai               |                               |                               |
| GIN | Changsha Ginde                |                               |                               |
| CHL | Chongqing Lifan               |                               |                               |
| DAL | Dalian Shide                  |                               |                               |
| HGR | Hangzhou Greentown            |                               |                               |
| HEN | Henan Jianye                  |                               |                               |
| JIA | Jiangsu Suning                |                               |                               |
| QIN | Qingdao Jonoon                |                               |                               |
| SBC | Shaanxi Baorong Chanba        |                               |                               |
| SLT | Shandong Luneng Taishan       |                               |                               |
| SSH | Shanghai Shenhua              |                               |                               |
| SHE | Shenzhen Ruby                 |                               |                               |
| TED | Tianjin Teda                  |                               |                               |
| Awans z China League One 2009                                                                                 |                               |                               |                               |
| LWH | Liaoning Whowin               |                               |                               |
| NAN | Nanchang Hengyuan             |                               |                               |
| Oznaczenia: - kolumna pierwsza – skróty nazw drużyn, - kolumna trzecia – miejsce zajęte w poprzednim sezonie. |                               |                               |                               |

## Tabela
| Lp. | Drużyna                     | M  | Z  | R  | P  | Bramki | Bramki | Różn. | Pkt | Uwagi                                                             | Bezpośrednio                               |
| --- | --------------------------- | -- | -- | -- | -- | ------ | ------ | ----- | --- | ----------------------------------------------------------------- | ------------------------------------------ |
| 1   | Shandong Luneng Taishan (M) | 30 | 18 | 9  | 3  | 59     | 34     | +25   | 63  | Liga Mistrzów AFC • Faza grupowa                                  |                                            |
| 2   | Tianjin Teda                | 30 | 13 | 11 | 6  | 37     | 29     | +8    | 50  | Liga Mistrzów AFC • Faza grupowa                                  |                                            |
| 3   | Shanghai Shenhua            | 30 | 14 | 6  | 10 | 44     | 41     | +3    | 48  | Liga Mistrzów AFC • Faza grupowa                                  | Shanghai: 4 pkt., 3–2 Hangzhou: 1 pkt, 2–3 |
| 4   | Hangzhou Greentown          | 30 | 13 | 9  | 8  | 38     | 30     | +8    | 48  | Liga Mistrzów AFC • Faza grupowa                                  | Shanghai: 4 pkt., 3–2 Hangzhou: 1 pkt, 2–3 |
| 5   | Beijing Guo’an              | 30 | 12 | 10 | 8  | 35     | 29     | +6    | 46  |                                                                   |                                            |
| 6   | Dalian Shide                | 30 | 10 | 12 | 8  | 40     | 37     | +3    | 42  |                                                                   |                                            |
| 7   | Liaoning Whowin             | 30 | 10 | 10 | 10 | 39     | 36     | +3    | 40  | Liaoning: 4 pts, 3–1 Henan: 1 pt, 1–3                             |                                            |
| 8   | Henan Jianye                | 30 | 9  | 13 | 8  | 31     | 31     | 0     | 40  | Liaoning: 4 pts, 3–1 Henan: 1 pt, 1–3                             |                                            |
| 9   | Changchun Yatai             | 30 | 10 | 8  | 12 | 40     | 41     | −1    | 38  |                                                                   |                                            |
| 10  | Shaanxi Baorong Chanba      | 30 | 9  | 10 | 11 | 33     | 36     | −3    | 37  |                                                                   |                                            |
| 11  | Jiangsu Suning              | 30 | 8  | 11 | 11 | 27     | 27     | 0     | 35  |                                                                   |                                            |
| 12  | Shenzhen Ruby               | 30 | 8  | 8  | 14 | 34     | 41     | −7    | 32  | Shenzhen: 6 pkt., 2–0 Nanchang: 0 pkt., 0–2                       |                                            |
| 13  | Nanchang Hengyuan           | 30 | 8  | 8  | 14 | 33     | 35     | −2    | 32  | Shenzhen: 6 pkt., 2–0 Nanchang: 0 pkt., 0–2                       |                                            |
| 14  | Qingdao Jonoon              | 30 | 6  | 12 | 12 | 31     | 44     | −13   | 30  | Qingdao: 8 pkt., 7–4 Chongqing: 5 pkt., 6–5 Changsha: 2 pkt., 4–8 |                                            |
| 15  | Chongqing Lifan (S)         | 30 | 7  | 9  | 14 | 36     | 48     | −12   | 30  | Qingdao: 8 pkt., 7–4 Chongqing: 5 pkt., 6–5 Changsha: 2 pkt., 4–8 | Spadek do China League One                 |
| 16  | Changsha Ginde (S)          | 30 | 6  | 12 | 12 | 24     | 42     | −18   | 30  | Qingdao: 8 pkt., 7–4 Chongqing: 5 pkt., 6–5 Changsha: 2 pkt., 4–8 | Spadek do China League One                 |

## Stadiony
| Zespół                  | Stadion                             | Miasto    | Pojemność |
| ----------------------- | ----------------------------------- | --------- | --------- |
| Beijing Guo’an          | Stadion Robotniczy                  | Pekin     | 70 161    |
| Changchun Yatai         | Development Area Stadium            | Changchun | 25 000    |
| Changsha Ginde          | Stadion Yuexiushan                  | Kanton    | 35 000    |
| Chongqing Lifan         | Chongqing Olympic Sports Centre     | Chongqing | 58 680    |
| Dalian Shide            | Jinzhou Stadium                     | Dalian    | 30 776    |
| Hangzhou Greentown      | Yellow Dragon Stadium               | Hangzhou  | 52 357    |
| Henan Jianye            | Zhengzhou Hanghai Stadium           | Zhengzhou | 30 000    |
| Jiangsu Suning          | Nanjing Olympic Sports Center       | Nankin    | 62 000    |
| Liaoning Whowin         | Stadion Olimpijski w Shenyang       | Shenyang  | 60 000    |
| Nanchang Hengyuan       | Nanchang Bayi Stadium               | Nanchang  | 26 000    |
| Shaanxi Baorong Chanba  | Beijing Fengtai Stadium             | Pekin     | 31 043    |
| Qingdao Jonoon          | Qingdao Tiantai Stadium             | Qingdao   | 20 525    |
| Shandong Luneng Taishan | Jinan Olympic Sports Center Stadium | Jinan     | 60 000    |
| Shanghai Shenhua        | Yuanshen Sports Centre Stadium      | Szanghaj  | 20 000    |
| Shenzhen Ruby           | Stadion Shenzhen                    | Shenzhen  | 33 000    |
| Tianjin Teda            | Tianjin Olympic Center Stadium      | Tiencin   | 60 000    |

## Najlepsi strzelcy
| Poz. | Zawodnik       | Zespół                  | Bramki |
| ---- | -------------- | ----------------------- | ------ |
| 1    | Duvier Riascos | Shanghai Shenhua        | 20     |
| 2    | Han Peng       | Shandong Luneng Taishan | 17     |
| 3    | Luis Ramírez   | Hangzhou Greentown      | 14     |
| 4    | Ahn Jung-hwan  | Dalian Shide            | 10     |
| 4    | Chen Zhizhao   | Nanchang Hengyuan       | 10     |
| 4    | José Duarte    | Chongqing Lifan         | 10     |
| 4    | Leandro Netto  | Henan Jianye            | 10     |
| 4    | Yang Xu        | Liaoning Whowin         | 10     |
| 5    | James Chamanga | Dalian Shide            | 9      |
| 5    | Johnny Woodly  | Chongqing Lifan         | 9      |

## Zmiany trenerów
| Klub                    | Były trener        | Powód             | Data odejścia      | Nowy trener       |
| ----------------------- | ------------------ | ----------------- | ------------------ | ----------------- |
| Tianjin Teda            | Zuo Shusheng       | Zwolnienie        | Koniec sezonu 2009 | Arie Haan         |
| Shanghai Shenhua        | Jia Xiuquan        | Zwolnienie        | Koniec sezonu 2009 | Miroslav Blažević |
| Changchun Yatai         | Li Shubin          | Zwolnienie        | Koniec sezonu 2009 | Shen Xiangfu      |
| Shandong Luneng Taishan | Ljubiša Tumbaković | Zwolnienie        | Koniec sezonu 2009 | Branko Ivanković  |
| Chongqing Lifan         | Arie Haan          | Koniec kontraktu  | Koniec sezonu 2009 | Li Shubin         |
| Qingdao Jonoon          | Slobodan Santrač   | Zwolnienie        | Koniec sezonu 2009 | Dragan Jovanović  |
| Shenzhen Ruby           | Xie Feng           | Zwolnienie        | Koniec sezonu 2009 | Siniša Gogić      |
| Shaanxi Baorong Chanba  | Zhu Guanghu        | Rezygnacja        | 8 maja 2010        | Milorad Kosanović |
| Dalian Shide            | Xu Hong            | Rezygnacja        | 15 maja 2010       | Liu Zhongchang    |
| Changsha Ginde          | Hao Wei            | Rezygnacja        | 16 czerwca 2010    | Miodrag Ješić     |
| Dalian Shide            | Liu Zhongchang     | Trener tymczasowy | 19 czerwca 2010    | Park Seong-hwa    |
| Chongqing Lifan         | Li Shubin          | Zwolnienie        | 19 lipca 2010      | Wei Xin           |
| Beijing Guo’an          | Hong Yuanshuo      | Zwolnienie        | 21 września 2010   | Wei Kexing        |